# Klanec pri Komnu
Klanec pri Komnu – wieś w Słowenii, w gminie Komen. W 2018 roku liczyła 43 mieszkańców.